# NGC 1202
NGC 1202 је спирална галаксија у сазвежђу Еридан која се налази на NGC листи објеката дубоког неба.
Деклинација објекта је - 6° 29' 31" а ректасцензија 3h 5m 2,4s. Привидна величина (магнитуда) објекта NGC 1202 износи 14,7 а фотографска магнитуда 15,5. NGC 1202 је још познат и под ознакама KUG 0302-066, PGC 11593.